# Louis de Cormontaigne
Louis de Cormontaigne (1696-1752) fue un ingeniero, mariscal de campo, director de fortificaciones y escritor de Francia.
Chasseloup admitiendo para el trazado de su recinto el de Cormontaigne, presenta un método de fortificar que tiene muchos puntos de contacto con el de Bousmard (cita sacada de la obra de Inocencio Junquera y Sánchez <<Elementos de fortificación moderna>>, Madrid, M. Rivadeneyra, 1866).

## Biografía
Cormontaigne fue un ingeniero que se distinguió por los servicios prestados en los campos de batalla y las mejoras que introdujo en el arte de la fortificación. Se presentó como ingeniero en el asedio de Landau y en el sitio de Friburgo en 1718. Tres años más tarde dirigió una memoria de fortificación al consejero de Estado, intendente de finanzas y director general de fortificaciones de tierra y mar Michel Le Peletier de Souzy (1640-1725) y al mismo tiempo ascendió al rango de Intendente General de Fortificaciones.
En 1734 Cormontaigne fue nombrado conde y más tarde mariscal duque de Bellisle, director del sitio de Traerbach y en el asedio de Philipsburg actuó como superintendente de las operaciones militares, diciendo que sus sucesivos ataques fueron causa de la rendición de la fortaleza.
En el año 1744, Cormontaigne dirigió en Flandes los asedios de Menin, de Ypres, de La Knoque y de Furnes, y en Alemania el sitio de Friburgo. Luego trabajó como inspector de las fortificaciones del Reino de Francia, desde Rhone a Calais, dejando un tratado de cómo fortificar las fronteras de un Estado y escribió unas Memorias particulares sobre las plazas militares del Franco-Condado, Alsacia y la región entre Mosela (departamento) y Calais. Después fue destinado a la superintendencia en los nuevos trabajos en Estrasburgo, Metz, Ritche y Thionville, y en la última de estas plazas militares residió con el grado  de mariscal de campo.
Cormontaigne dejó escritas muchas Memorias relativas a la fortificación y otras ramas del arte militar, redactadas durante su servicio activo en la milicia, desde notas escritas en las trincheras y en las brechas, incluso bajo el fuego del enemigo. Ninguno de sus escritos fueron publicados en vida a excepción de uno sin conocimiento impreso en 1741, bajo el título de "Arquitectura militar". Después de que muriera el 20 de octubre de 1752, todos sus papeles fueron depositados en el buró de la guerra, donde permanecieron treinta años. Extractos de ellos fueron, sin embargo, publicados como libros de texto en las clases dadas en la Escuela de Ingenieros, creada en Charleville-Mézières en 1750, y los manuscritos fueron obtenidos por Fourcroy en la oficina gubernamental y publicados en París por Bayart, capitán de ingenieros, en tres volúmenes: "Memoria para el ataque de plazas"; "Memoria para la defensa de plazas" y "Memoria para la fortificación permanente y pasajera".

## Sistema de Cormontaigne
Algunas características del sistema de Cormontaigne son las siguientes:
- No profesó el inventar un sistema de fortificación
- Introdujo variaciones en las construcciones y trabajos accesorios militares, y eludió muchos defectos que existían en el sistema de Vauban.
- Fue primero que tuvo en cuenta el trazado con medias lunas salientes de Vauban
- En 1736, encargado de ampliar las fortificaciones de Metz, logró después de muchos desavenencias el permiso para aplicar el sistema de grandes medias lunas en los frentes de las plazas que habían de fortificarse de nuevo, pero no le dejaron dar a las caras de las medias lunas más de 140 varas, cuando su opinión era hacerlas de 150 a 165 varas aproximadamente.
- Hacer valer un terreno en que se debe establecer una fortificación de manera que se haga caer el poner las baterías de rebote en los sitios escabrosos
- Hablando de su trazado, el más perfecto, entre las mayores utilidades es el hacer de modo que el sitiado observe sin ser visto.
- Que los flancos y las medias cortinas que ven el paraje del foso del bastión no sean capaces de ser contrabatidos por el sitiador.
- En el ataque que traza del hexágono, fortificado según su sistema, permite a la segunda noche la disposición de dos baterías para rebotar la cortina del frente atacado, que es más imperfecto que los dos bastiones donde caen y se pierden los prolongamientos.
- Dio mayor abertura a las medialunas y alcanzó que el sitiador no pudiera culminar el camino cubierto delante del saliente de los baluartes, sin haberse antes adjudicado de las dos medialunas inmediatas por derecha y por izquierda.
- Adelantó la línea de fuego de la cortina y el pie del declivio que soportaba el terraplén de la tenaza por su parte posterior, debía explayarse paralelamente a la magistral de esta obra.
- El reducto de la medialuna tiene sus caras paralelas a los lados de la obra que le precede y 30m distantes de estas: sus flancos son paralelos a la capital del frente y de 13m de longitud, y para trazar su magistral se coge en dicha capital la parte d s igual a la longitud del flanco y se tiran las s r, s r elevado a t paralelas correspondientemente a las crestas de la contraescarpa del foso primordial antes de hacer en ellas ninguna rectificación y los puntos de encuentro de estas paralelas con las magistrales de las caras del reducto.
- En las fortificaciones de la plaza de Metz, la corona de Belle-Croix es un bonito modelo del sistema de Cormontaigne en todas sus partes, salvo en los salientes de las medialunas, mayores de 60 grados y también el fuerte de Mosela fue realizado por Cormontaigne.
- El sistema de Cormotaigne variado por sus continuadores se conoce con el nombre "de frente o sistema moderno" para construir las nuevas plazas de guerra y en las rectificaciones que se hacían en las antiguas.

## Obras
- Memorial pour la fortification permanente et passagere, París, Anselin et Pochard, 1824.
- Memorial pour la defense des places, París, Anselin et Pochard, 1822.
- Memorial pour l'attaque des places, París, Magimel, 1815.
- Memorial pour la defense des places, París, C. Barrois, 1809.
- Architecture militaire..., La Haye, J. Neaulme et A. Moetjens, 1741, 3 vols.